# Knut Hake
Knut Hake (* 1971 in Heidelberg) ist ein deutscher Filmeditor.

## Leben
Knut Hake machte 1991 sein Abitur am Kurfürst-Friedrich-Gymnasium Heidelberg. Danach studierte zunächst Architektur in Darmstadt. Ab 1994 arbeitete er als Kamera-Assistent in Köln und war ab 1997 als Schnitt-Assistent bei Guido Krajewski und seiner Firma Cut Company tätig. Dort stieg er zum Editor auf und arbeitet seit 2003 selbständig.
Eine von Hake geschnittene Folge aus der Serie Berlin, Berlin wurde im Jahr 2004 mit dem International Emmy Award ausgezeichnet.
2015 erhielt Hake für den Tatort: Der Irre Iwan eine Nominierung der Deutschen Akademie für Fernsehen für den besten Schnitt.
Knut Hake ist Mitglied im Bundesverband Filmschnitt Editor e.V. (BFS) und lebt inzwischen in Berlin.

## Filmografie (Auswahl)
- 2000–2001: Das Amt (Fernsehserie, 23 Folgen)
- 2001–2002: Die Camper (Fernsehserie, 21 Folgen)
- 2001–2004: Mein Leben & Ich (Fernsehserie, 11 Folgen)
- 2004: Berlin, Berlin (Fernsehserie, 6 Folgen)
- 2005: Tatort: Im Alleingang (Fernsehreihe)
- 2006: Zwei Engel für Amor (Fernsehserie, 8 Folgen)
- 2007: Liebeshunger
- 2008: Tatort: Auf der Sonnenseite
- 2010–2014: Danni Lowinski (Fernsehserie, 26 Folgen)
- 2010: Glückstreffer – Anne und der Boxer
- 2010: Küss Dich Reich
- 2010: Scheidung für Fortgeschrittene
- 2010: Tatort: Vergissmeinnicht
- 2011: Marie Brand und die letzte Fahrt (Fernsehreihe)
- 2011: Marie Brand und der Sündenfall
- 2011: Marie Brand und der Moment des Todes
- 2012: Marie Brand und die falsche Frau
- 2012: Überleben an der Wickelfront
- 2012: Ein vorbildliches Ehepaar
- 2014: Mona kriegt ein Baby
- 2014: Nord bei Nordwest – Käpt’n Hook (Fernsehreihe)
- 2014: Ein Reihenhaus steht selten allein (Fernseh-Zweiteiler)
- 2015: Tatort: Der Irre Iwan
- 2015: Tatort: Auf einen Schlag
- 2015: Überleben an der Scheidungsfront
- 2016: Marie Brand und die Schatten der Vergangenheit
- 2016: Zwei Leben. Eine Hoffnung
- 2016: Matthiesens Töchter
- 2016: Neues aus dem Reihenhaus
- 2017: Eva über Bord
- 2017: Tatort: Der wüste Gobi
- 2017: Tatort: Sturm
- 2017: Zarah – Wilde Jahre
- 2018: Tatort: Die robuste Roswita
- 2018: Unterwerfung
- 2018: Dogs of Berlin (Netflixserie)
- 2019: Tatort: Inferno
- 2019: Der König von Köln
- 2020: Isi & Ossi
- 2020: Lang lebe die Königin (Fernsehfilm)
- 2021: Blood Red Sky
- 2021: Tina mobil (Fernsehsechsteiler)
- 2022: Tatort: Du bleibst hier
- 2023: Die drei ??? – Erbe des Drachen
- 2023: Blood & Gold
- 2023: Ein Fest fürs Leben
- 2024: 60 Minuten (Netflixfilm)
- 2024: Spieleabend
- 2025: Die drei ??? und der Karpatenhund